# باب کاستا
باب کاستا (انگلیسی: Bob Costas؛ زادهٔ ۲۲ مارس ۱۹۵۲) مجری رادیو، روزنامه‌نگار، و هنرپیشه اهل ایالات متحده آمریکا است. وی از سال ۱۹۷۳ میلادی تاکنون مشغول فعالیت بوده‌است.
از فیلم‌ها یا برنامه‌های تلویزیونی که وی در آن نقش داشته‌است می‌توان به مربی کارتر، پوتی‌تنگ، بیس‌کتبال، اینجا امروز و مقاله اشاره کرد.